# Leung Chin Yu
Leung Chin Yu (chiń. trad. 梁千雨; ur. 30 września 2004) – hongkoński florecista, brązowy medalista mistrzostw świata. 
Podczas mistrzostw świata w Mediolanie w 2023 roku reprezentanci Hongkongu w składzie: Cheung Ka Long, Ryan Choi, Leung Chin Yu i Yeung Chi Ka zdobyli drużynowo brązowy medal. 
Trzykrotnie zdobywał medale mistrzostw Azji juniorów: indywidualnie i drużynowo na MAJ w Taszkencie w 2022 roku oraz drużynowo na MAJ w Taszkencie rok później.